# Assurance
Une assurance est un service qui fournit une prestation lors de la survenance d'un événement incertain et aléatoire souvent appelé « risque ». La prestation, généralement financière, peut être destinée à un individu, une association ou une entreprise, en échange de la perception d'une cotisation ou prime.
Par extension, l'assurance est le secteur économique qui regroupe les activités de conception, de production et de commercialisation de ce type de service.

## Définition du service
La définition la plus courante de l'opération d'assurance est celle de Joseph Hémard (1876-1932), juriste français et professeur en faculté de droit :

« L'assurance est une opération par laquelle une partie, l’assuré, se fait promettre moyennant une rémunération (la prime ou cotisation) pour lui ou pour un tiers, en cas de réalisation d'un risque, une prestation par une autre partie, l'assureur, qui prenant en charge un ensemble de risques, les compense conformément aux lois de la statistique »

— Joseph Hémard, Théorie et pratique des assurances terrestres, t. 1

### Les risques couverts
Les conditions permettant l'assurabilité d'une chose sont l'aléa, l'imprévisibilité d'un événement dommageable en tant que tel ou d'une de ses caractéristiques (ex. : date du décès), l'indépendance de la volonté de l'assuré (ex. : divorce), le caractère licite de l'évènement (ex. : impossibilité d'assurer les conséquences d'une condamnation pénale ou d'amendes). Cela implique entre autres que les évènements passés connus sont inassurables (sinistre déjà réalisé). En conséquence, sur le principe, il est possible de souscrire une assurance pour tout événement relatif à la propriété d'un bien meuble, à celle d'un bien immeuble, à la vie, à la santé, etc.
Les types de contrats d'assurances les plus communs sont les contrats d'assurance vie et les contrats d'assurance dommage ou IARD (incendie accident et risques divers). On distingue les contrats d'assurance de personnes (AP) et ceux d'assurance de biens et responsabilités.
Les assurances de personnes correspondent à l'assurance vie complétée de l'assurance des dommages corporels (Santé, Invalidité, Décès toutes causes). Les assurances de biens et responsabilités correspondent à l'IARD hors assurances des dommages corporels. Parfois, les assurances assurent les loteries et les jeux, pour que les gains improbables et importants soient possibles.

### Le contrat d'assurance
Le contrat d'assurance fonde l'essentiel des droits et obligations de chaque partie. Il établit les conditions dans lesquelles le service sera rendu. Il mentionne généralement :
- la prime que le preneur d'assurance s'engage à verser ;
- la prestation que l'assureur rendra ;
- l'événement incertain (le risque) ;
- l'intérêt d'assurance (exprimé négativement) : l'assuré ou le bénéficiaire ne doivent pas avoir d'intérêt à la survenance du risque.

## Histoire

### Les origines antiques
Des premières méthodes de transfert de risques sont signalées chez les Babyloniens, dès le IIe millénaire av. J.-C. avec le prêt à la grosse aventure. Le système développé est repris dans le Code de Hammurabi. Si un marchand effectue un prêt pour effectuer un transport, il paye une somme supplémentaire au prêteur. Le prêt n'a pas à être remboursé si la marchandise est volée ou si le navire a coulé. Le code d'Hammurabi évoque également des obligations en matière de responsabilités médicales, de construction, de gestion des effets des intempéries ou du transport commercial.
Mille ans plus tard, les Grecs de l'Antiquité pratiquaient une sorte de redistribution des risques entre les associés sous forme de prêt maritime. Plutarque raconte qu'au IIIe siècle av. J.-C., un riche nommé Caton prêtait de l'argent à des marchands et des armateurs, à condition que ceux-ci se réunissent dans une association d'environ cinquante membres. Caton répartissait ainsi son risque sur cinquante aventures.
Les marchands dont les biens arrivent à destination remboursent ceux dont les biens ont été détruits lors d'une tempête. Au IVe siècle av. J.-C., les marchands grecs utilisent le prêt à la grosse aventure, au titre duquel la cargaison d'un navire est financée par un tiers ; si le navire revient à bon port, le prêt est remboursé avec un intérêt qui peut dépasser le taux d'usure ; sinon, le prêt est perdu, les taux peuvent aller jusqu'à 50 % de la valeur des marchandises. On peut qualifier cela de prémices de la mutualisation.
Il existe également des documents datés du Ve siècle av. J.-C. à Athènes stipulant que les prêteurs recevront leur argent, capital et intérêts, à condition que le navire arrive à bon port.
Ces pratiques ne sont cependant pas semblables à nos contrats d'assurance modernes.

### L'assurance au Moyen Âge
Les premiers contrats d'assurance tels que nous les connaissons aujourd'hui apparaissent entre le XIIe et le XIIIe siècle en Italie. Le chroniqueur florentin Giovani Villani affirme que l'assurance est née en Lombardie en 1182. Des historiens modernes situent sa naissance entre 1239 et 1245,. Il a été démontré que l'assurance était connue à Bruges en 1310 et à Gênes en 1329. Au Moyen Âge, la mort prématurée a ainsi donné lieu à des modalités d'assurance qui étaient passées devant notaire qui préfiguraient l'assurance vie.
L'assurance d'alors est vue avant tout comme une opération de commerce maritime. Elle est pratiquée entre les commerçants d'un port ou d'une ville commerciale pour garantir un transport et la vente des marchandises. Les marchands de l'époque respectent un ensemble de principes dits Lex Mercatoria et des règles comme les Rôles d'Oléron (Atlantique/Manche) ou les Règles de Visby (Mer Baltique). Il s'agit de principes économiques et de règles de transport communs à toutes opérations commerciales quel que soit le prince dont relève le marchand ou la marchandise. Ces règles indiquent ce que doivent faire le capitaine du navire, l'armateur, l'affréteur et l'équipage. Elles organisent les conséquences d'une avarie ou d'une baraterie (malversation du capitaine), du jet.
Dans le bassin méditerranéen, le transport maritime dont l'assurance sera codifié par les Consulats de la Mer (Barcelone, royaume d'Aragon) en 1435.
On distingue alors deux types d'opérations pour garantir un voyage :
- le contrat de grosse aventure, qui est un prêt, doublé d'une opération aléatoire ;
- le contrat d'assurances et/ou gageure. La gageure est pour nous un pari, dont l'assurance est une branche. La gageure correspond à un "contrat d'assurance" où l'assuré n'a pas d'intérêt assurable en jeu, ce qui sera progressivement interdit bien plus tard.

D'un point de vue économique, il est plus intéressant de pratiquer l'assurance que le prêt à la grosse aventure pour les assureurs. Le prêt immobilise les capitaux aux profit du négociant. L'assurance ne mobilise les capitaux qu'en cas de sinistre, entretemps ils peuvent servir ailleurs.
Au regard des taux d'assurance qui nous sont parvenus, l'assurance est aussi un moyen de partager les gains d'une expédition maritime avec les marchands assureurs.
Durant cette période, l'assurance est un système économique qui se développe hors du regard des princes pour protéger les opérations maritimes des marchands. Les différences des contrats sont liés aux usages locaux des groupements d'assureurs.
L'assurance se complexifie en Europe après la Renaissance.

### Les bases modernes depuis leXVIIesièclejusqu'en 1900
En mars 1556, le roi Henri II émet un édit créant la justice consulaire de Rouen, avec mise en place d'une chambre d'assurance.Il sera suivi quelques années après par un édit similaire pour Paris. 7 ans auparavant il avait aussi créé la bourse de Toulouse, qui avait aussi pour fonction de connaître des contrats d'assurances maritimes.
Vers 1570, le Duc d'Albe, représentant du roi d'Espagne aux Pays-Bas, émet une série d'ordonnances régulant les assurances maritimes dans ces territoires.
L'assurance jusqu'au XIXe siècle est orientée majoritairement sur la protection des opérations maritimes mais on trouve des systèmes de mutualité dans diverses régions, dont les futures "cotises et consorces" du sud-Ouest de la France. La plus ancienne connue est celle de Trébons, créée en 1590 qui visait à protéger les propriétaires de la Commune contre la mortalité du bétail. L'art. 14 des statut communaux porte : "Sy ont accordé qu'au cas aulcune beste à corne des habitantz dudict lieu se viennera gaster, la chair sera despartie par chefs des maisons par les consuls dudict lieu proveu que ce soit ez temps propre d'en manger et que la chair soit bonne. Et dudict cas en payront a raison de huict liartz pour livre."
En mai 1604, le roi Henri IV  crée une caisse de secours pour les mineurs.
Les premières traces d'assurance incendie, sous sa forme moderne déconnectée d'un contrat maritime, apparaissent en Allemagne sous la forme de sociétés mutuelles : en 1591 des riches brasseurs hambourgeois créent la Hamburger Feuerkasse (de), mutuelle d'assurance incendie, dont l'activité sera reprise par la ville de Hambourg sous forme d'une société (30 novembre 1676). Elle existe toujours. Elle fut précédée par une mutuelle incendie créée le 25 mai 1537 à Süderauerdorf . Elles ont été suivies à Dantzig (Gdansk, maintenant) par la création du "Tiegenhöfer Brandordnung", système d'assurance mutuel des mennonites qui a existé jusqu'en1945.
À Bordeaux, en 1647, Cleirac fait imprimer « Us et Coutumes de la Mer », ouvrage dans lequel il fait une synthèse du droit du commerce maritime, avec notamment le chapitre traitant des assurances maritimes. Celui-ci va reprendre deux ouvrages « Le Guidon, stile et usance des marchands qui mettent à la mer », qui donne les usages maritimes, dont les assurances, de Rouen et « Les Consulats de la Mer » qui définissent les usages maritimes méditerranéens, dont l'assurance, de Barcelone (édits de 1435).
Cleirac distingue quatre opérations d'assurance maritimes :
1. L'assurance de la marchandise
2. L'assurance de la prime, pour les opérations les plus risquées
3. La réassurance, contrat souscrit par l'un des assureurs
4. L'assurance en cas de faillite d'un assureur

et l'assurance de la rançon des pèlerins. Celle-ci sera utilisée pour payer la libération de marins dans plusieurs pays, pris en otages ou prisonniers. Elle servira aussi à justifier l'assurance des esclaves lors du commerce triangulaire atlantique.
L'ouvrage de Cleirac servira à établir la Grande Ordonnance de la Marine de Colbert, 1681. Cette ordonnance sera reprise dans le code de commerce de 1807 et intégrée au droit français moderne. Elle règlera l'assurance maritime et le prêt à la grosse aventure, lequel ne disparaitra en droit français qu'en 2009. Deux des prescriptions de cette ordonnance auront des conséquences majeures : l'interdiction en France de l'assurance vie et la reconnaissance de l'assurance des rançons pour les pèlerins. Elles seront utilisées pour organiser l'assurance de la Traite au XVIIIe siècle.
En 1668, Colbert initie la Chambre générale des assurances à Paris pour tout ce qui concerne le transport maritime.
Mais à la fin du XVIIe siècle, l'importante croissance de Londres, en tant que centre de commerce, tire la demande pour des assurances maritimes. Edward Lloyd ouvre une taverne qui devient un repère pour les négociants et les affréteurs, et par la suite une source d'information sur le monde maritime. Il devient un lieu de rencontre pour les personnes cherchant à assurer leurs bateaux, et ceux proposant une couverture. Aujourd'hui encore, le Lloyd's de Londres reste le haut lieu de l'assurance maritime.
L'assurance maritime est lors de ce siècle une grande préoccupation des commerçants, des cours et des gazettes. C'est aussi un baromètre des tensions internationales et de la guerre de course ou de la piraterie : le cours des assurances sur un transport pouvant varier aisément de 1 % à 80 % de la valeur du transport en fonction des circonstances. Les assureurs avaient déjà inventé un système pour s'en prémunir : l'assurance de la prime. Il s'agit alors de garantir aussi la prime versée pour l'assurance du transport (elle aussi perdue avec la perte de la marchandise), pour réduire le risque du marchand. Cette protection peut être faite à sur les primes successives des primes, ce qui en dit long sur les bénéfices attendus du commerce international.
Pour un transport avec une prime P = x % de la valeur assurée, l'assurance de la prime suit la formule Ptotale = P . (1+x+x^2…x^n)=P . (1-x^(n+1))/(1-x). Pour un transport de 1 000 livres, assuré au taux de 80 %, le système suit la règle :
- Prime = 800 livres
- Prime de la prime, rang 1 = 640 livres
- Prime de la prime, rang 5 = 262 livres
- Coût total d'assurance = 2 951 livres
- Indemnisation perte totale = 790 livres

Au sens moderne, l'assurance remonte au grand incendie de Londres de 1666, qui détruisit 13 200 bâtiments. À la suite de cet incendie, Nicholas Barbon ouvre un bureau pour assurer les bâtiments.
Un texte majeur sur l'assurance a été écrit par Nicholas Magens (en) d'abord en allemand, Hambourg, puis en anglais à Londres. Il détaille les formes d'assurances usitées et donne de nombreux cas de règlements de sinistres. On y apprend qu'on pratiquait déjà l'assurance mortalité du bétail en Allemagne aux XVIIIe siècle au travers d'un arbitrage sinistre. Frédéric II obligera les grands propriétaires silésiens à souscrire ce type de contrat.
En 1728, Copenhague est ravagée par un incendie. Sous l'impulsion de marchand, on crée le 26 janvier 1731 la Kjøbenhavns Brandforsikring. Du fait de son activité, elle renforcera le dynamisme de la reconstruction en offrant des garanties aux propriétaires. Elle existe toujours.
Aux États-Unis, la première compagnie est créée en 1752. Benjamin Franklin est crédité d'être le premier, au travers de la Philadelphia Contributionship for the Insurance of Houses from Loss by Fire, à inventer la prévention, en refusant d'assurer les maisons pour lesquelles le risque d'incendie est trop fort. Les traités du commerce donnaient bien avant des règles de chargement des cargaisons assurées pour éviter les sinistres.
Pour la France, d'intéressants développements historiques sont fournis dans la première thèse de doctorat d'État intégralement consacrée aux mécanismes économiques et financiers de l'assurance (Gérard Valin, Paris Dauphine, 1982) et publiée par Dunod en 1983. Les tontines font l'objet d'un édit royal de 1653, à l'initiative de Mazarin. Les premières réglementations françaises concernent l'assurance maritime à la demande de Colbert : ordonnance sur la marine de 1681 commentée par R. J. Valin, jurisconsulte à La Rochelle (1760). La première compagnie d'assurance sur la vie a été créée par Clavière en 1788, grâce aux tables de mortalité de Duvillard.
Le Bureau des Incendies créé en 1717, à Paris, n'était pas une société d'assurances au sens actuel. Il s'agissait d'un organisme charitable géré par le général de l'ordre de Saint Lazare qui fonctionnait sur des cotisations et des dons. les dégâts étaient constatés puis envoyés au Procureur Général et au Prévôt de Paris qui statuaient. Hamon signale un autre bureau à Troyes. Des caisses incendies à but charitable gérées sous contrôle des évêques ont aussi fonctionné en France jusqu'au début du 20è.
L'assurance incendie a démarré en France en 1753 avec la Chambre ou Compagnie d'assurances générales de Monsieur Demaisonneuve. On ne trouve pas de traces de contrats incendie de cette compagnie qui semble s'être spécialisée sur l'assurance maritime.
Il faudra attendre la veille de la Révolution en France pour voir apparaître deux compagnies d'assurance incendie par actions : la Compagnie Royale (Labarthe) et Chambre d'assurance contre les incendies (Perier) et un assureur-vie (Clavière) : La Compagnie royale d'assurance vie. Elles seront liquidées par les révolutionnaires du fait de leurs implications dans les scandales financiers de la fin du règne de Louis XVI et du début de la Révolution.
Les assurances maritimes se poursuivront en France sous la Révolution, à preuve les droits perçus par la jeune république sur les contrats d'assurances.
En 1801, un propriétaire toulousain, Pierre-Bernard Barrau écrit un Projet d'Assurances pour les Récoltes qu'il mettra en application en 1802, année où il crée une société d'assurances contre la grêle à Toulouse. Elle sera suivie de deux sociétés sœurs : une mutuelle contre l'incendie et une mutuelle contre la mortalité des bestiaux, toujours à Toulouse et sous le contrôle de P.B. Barrau. Ces sociétés seront interdites le 15 octobre 1809 suite à approbation par l'Empereur d'un arrêt du Conseil d'État du 30 septembre 1809, jamais publié alors. Sa publication tardive sera en partie responsable du fort développement des mutuelles dommages (Incendie, Grêle, Accidents, Mortalité du bétail) à La Restauration car les Tribunaux ne voulait pas l'opposer aux Mutuelles du fait de l'absence de publication - diffusion faite uniquement sur des considérants via une ordonnance royale du 14 novembre 1821.
Deux autres mutuelles grêle se créeront sur le modèle de Toulouse, à Bergerac et à Mont-de-Marsan. Celle de Mont-de-Marsan subsistera un peu après 1811.
Les mutuelles de Toulouse seront réautorisées en 1813, mais Barrau abandonnera.
En parallèle, les sociétés d'assurances allemandes contre l'incendie ont continué à s'étendre (Le Journal de Paris, 28 août 1811 est un exemple).
P.B. Barrau a écrit un traité, le Manuel des Propriétaires de Toutes les Classes ou Traité des Fléaux et des Cas Fortuits. Il décrit un système d'assurance mutuelle sur les maisons, les récoltes et les bestiaux généralisé à toute la France face à l'incendie, l'inondation, la tempête, les volcans, la grêle. On retrouve des dispositions de ce traité dans les mutuelles qui fleuriront alors.
L'avis du Conseil d'État du 15 septembre 1809 avait été précédé par un autre avis du 1er avril 1809 sur les sociétés d'assurances vie et les tontines. Celui-ci avait été publié.
Ces arrêts témoignent que l'activité des assurances terrestres et vie était repartie en France sous l'Empire.
Dans le royaume de France, il faudra attendre 1816 pour voir apparaître des nouvelles compagnies, que ce soit sous forme de compagnies par actions (sociétés à primes) ou sous forme mutuelle.
En 1816 : la Société Mutuelle de la Ville de Paris
En 1819 : l'Assurance Générale et la Mutuelle Incendie de Lyon, cette dernière a été approuvée par Louis XVIII le 27 octobre 1819,
Création le 19 août 1818 de la Compagnie d'Assurances Maritimes contre les Risques de Guerre, dissoute le 19 février 1820, remplacée par la Compagnie Royale d'Assurances Maritimes suivie de la création de la Compagnie Royale d'Assurances contre l'Incendie et la Compagnie Royale d'Assurances sur la Vie
Les sociétés de l'époque se développent d'abord sur les risques incendie, grêle et vie.
Il y eut des tentatives de création de sociétés avant 1816, la Gazette nationale, 26 mai 1814 mentionne, p. 580, une instruction sur le Pacte Social de Secours des propriétaires des départements de la Seine et de la Seine et Oise.
Très vite, sont apparues des sociétés d'assurances accident. L'exemple le plus surprenant sont des assurances pour le tirage au sort au service militaire. Elles versaient un capital à l'assuré lui permettant de trouver un remplaçant, ce qui était parfaitement légal jusqu'au début du XXe siècle.
L'une des premières sociétés d'assurance accident a été "L'Automédon", créée en 1825. Elle distribuait des contrats garantissant le versement d'une indemnité aux victimes d'accidents de voitures à cheval (une garantie d'individuelle-accident) souscrits par le propriétaire du véhicule ou son cocher. En 1844, l'un de ses assurés eût un accident tuant une personne, avec une voiture remorquée. Le voiturier indemnisa la famille et demandât le remboursement à l'Automédon. La compagnie refusât car la voiture était sans cocher et donc hors garantie. L'affaire fut portée devant le Tribunal de la Seine qui le 21 août 1844 déclara le contrat nul car contraire à l'ordre public et aux bonnes mœurs, anéantissant ce faisant le portefeuille de l'Automédon. La compagnie interjeta appel et fît appel à des juristes renommés dont Pardessus. Ceux-ci invoquèrent la garantie séculaire de la Baraterie en assurance maritime, l'assurance des risques locatifs en incendie. La Cour d'Appel par un arrêt du 1er juillet 1845, valida le contrat et la prise en charge du sinistre et créa ce faisant, en France, la branche d'assurance responsabilité civile en transformant l'objet du contrat accident.
Le contrat d'assurance de responsabilité civile a été vendu, à ses débuts, comme un complément du contrat collectif prévoyance des entreprises. Il permettait de couvrir la faute de l'entreprise dans un accident touchant l'un de ses employés.
La codification de l'assurance maritime par Colbert a permis aux premiers assureurs terrestres français de s'y référer pour déterminer les règles applicables et les imposer aux assurés. L'existence de cette ordonnance a été la raison majeure pour laquelle le droit des assurances terrestres n'a été codifié, avec beaucoup de retard, qu'en 1930 par la loi Godard, base de notre code des assurances. Il est resté entretemps fortement favorable aux assureurs, avec une tentative de création de loi sur les assurances terrestres en 1846.
Au XIXe siècle apparaissent les grandes compagnies privées, telles que l'Abeille, le Phénix, l'Union ou le Soleil... La première loi sur la réparation des accidents du travail (9 avril 1898) donnera lieu à de nouvelles formes de garanties. Cette importante évolution législative sera complétée par la loi du 17 mars 1905 concernant les assurances sur la vie, créant notamment le corps des commissaires-contrôleurs.

### De 1900 à 1940: les principaux textes (France)
- Décret du 8 mars 1922 visant toutes les compagnies d'assurances (IARD et vie) en matière de réassurance, d'évaluation des placements, d'escompte.
- Loi du 13 juillet 1930 sur le contrat d'assurance.
- Décret-loi du 14 juin 1938 créant le régime financier et comptable des différentes formes juridiques de compagnies d'assurances (constitution, solvabilité, couverture des engagements techniques, transfert de portefeuille, liquidation des compagnies, organisation de la Direction des assurances, etc.).

À l'époque contemporaine, le Code des assurances régit les activités d'assurance ; il succède au Code monétaire et financier.

### Le marché de l'assurance aujourd'hui
En 2018, le chiffre d'affaires global de l'assurance est de 5 193 milliards de dollars. Trois pôles majeurs se distinguent : le marché asiatique (32,4 % du marché mondial), le marché européen (31,6 %) et le marché nord-américain (30,6 %). Tous trois réunis, ces marchés représentent 94,6 % du marché mondial.
Les cotisations d'assurance vie sont estimées à 2 820 milliards de dollars, tandis que celles d'assurance non-vie atteignent 2 373 milliards de dollars.
Les États-Unis occupent la première place du marché de l'assurance, avec 1 469 milliards de dollars pour l'année 2018. En seconde position arrive la Chine avec 574 milliards de dollars de primes collectées. La Chine est ainsi passée de la 10e place en 2007 à la 2e en 2018.
La France est le cinquième marché d'assurance au niveau mondial, le second au niveau européen et le premier de l'Union européenne, avec 219,5 milliards d'euros de chiffre d'affaires pour 2018.

## Rôle de l'assurance dans l'économie
L'assurance est un pilier fondamental de notre système économique et social. Le rôle fondamental de l'assurance est de protéger :
- Les patrimoines : en indemnisant les biens sinistrés et en garantissant les conséquences financières d'une mise en cause de notre responsabilité civile ;
- Les personnes, en versant des prestations en cas de maladie, d'accident ou de décès par exemple, mais également en apportant des solutions d'épargne et de préparation de la retraite.

### La contribution au bien-être social
Les assurances de biens permettent aux assurés de pouvoir remplacer des biens détruits, volés ou dégradés.
Les assurances de responsabilité permettent à un particulier ou un professionnel de réparer financièrement les dommages qu'ils ont pu occasionner à un tiers, sans amputer leurs ressources propres.
Les assurances de dommages corporels complètent les prestations des régimes obligatoires de protection sociale, en cas de maladie ou d'accident corporel.
L'assurance de responsabilité se démarque en ce qu'elle ne va pas indemniser l'assuré, mais la victime du dommage occasionné par ce dernier. Il faut pour cela que l'assuré ait commis une faute, soit par son action ou par son inaction, ayant causé directement ou indirectement le dommage invoqué. Dans les cas de force majeure (un fait imprévisible, irrésistible et extérieur à l'assuré), l'assurance de responsabilité n'offrira pas réparation, et la victime devra s'en référer à ses propres assurances personnelles.
Des philosophes comme Xavier Landes commencent à présent à investir le sujet de l'assurance d'un point de vue normatif.

### Le financement des entreprises
Au niveau européen, les investissements des entreprises dans l'économie européenne s'élèvent à 10 400 milliards d'euros, soit 58 % du PIB européen. Pour prendre l'exemple de la France, fin 2018, les assureurs ont accompagné les entreprises à hauteur de 1 468 milliards d'euros. Ces investissements prennent la forme d'obligations (892 Md€), d'actions (429 Md€) et d'immobilier (147 Md€).

### Le financement de la dette publique
Les assureurs jouent un rôle important dans le financement de la dette publique. Les sociétés d'assurance détiennent 20 % de la dette française, 19 % de la dette japonaise, environ 10 % de la dette européenne, et 2 % de la dette fédérale américaine. En effet, elles achètent des titres de dette pour les placements d'assurance vie notamment. Les assurés sont donc indirectement détenteurs d'une partie significative de la dette publique mondiale.
En France, pays où les sociétés d'assurance sont les premières détentrices de la dette publique, les investissements des sociétés d'assurance dans les obligations émises ou garanties par l'État s'élèvent à 740 Md€ en 2018, ce qui représente environ un tiers de l'ensemble de leurs actifs.

### L'emploi dans l'assurance
En Europe, les 3.200 compagnies d'assurance emploient directement 900 000 personnes. Il faut ajouter à ce chiffre près de 100 000 emplois indirects (experts, etc.), soit 1 million d'emploi.
En France, le secteur de l'assurance représente plus de 350 000 emplois, dont environ :
- 147 400 salariés dans les sociétés d'assurance ;
- 12 000 agents généraux (+ 25 000 collaborateurs salariés) ;
- 24 000 courtiers (+ 20 000 collaborateurs salariés) ;
- 85 000 salariés des mutuelles ;
- 40 000 salariés des instituts de prévoyance.

## Organisation du secteur économique

### Modèle économique
Le contrat (ou police) d'assurance a pour but le transfert de risques :
- l'assuré cède un risque, par définition aléatoire, à la compagnie d'assurances. Lorsque le contrat prévoit une franchise, l'assuré conserve une partie du risque à sa charge ;
- la compagnie d'assurances accepte le risque en échange de la prime (ou cotisation).

Le mécanisme de l'assurance ne modifie pas la probabilité de survenance du risque, sauf aléa moral (« moral hazard »), c'est-à-dire anticipation de sinistre par le souscripteur entraînant un biais dans la sélection des risques. Le contrat organise le transfert de la garantie et du risque d'un agent économique, l'assuré, à un ou plusieurs autres ensemble d'assurés constituant une mutualité : c'est la mutualisation des risques. Le souscripteur du contrat, qui paye la prime ou cotisation peut être différent de l'assuré. Pour assurer l'équilibre financier de l'assureur, la prime payée par les assurés doit être au moins égale au produit de la probabilité de sinistre par le coût estimé de ce sinistre.
L'assuré est alors protégé contre des événements qu'il ne pourrait pas supporter seul. Il est alors en mesure d'engager des activités dont le risque est après indemnisation, tolérable. L'assurance, comme l'affirmait Ford au début du XXe siècle est un acteur indispensable contribuant à la création de richesses, tant pour les particuliers que pour les entreprises.
La compagnie d'assurances effectue, grâce à la souscription de nombreux risques similaires, une mutualisation des risques entre les assurés. Cette maîtrise statistique du risque permet à l'assureur de diminuer la volatilité totale de ses risques. La loi des grands nombres permet à l'assureur de connaître approximativement le montant des sinistres futurs.
Le modèle économique repose également sur une fonction de distribution en assurances, distincte de celle de gestion des risques.
Il est important dans les deux cas que l'événement soit assez rare, et que, pour ce qui concerne l'assurance, le fait d'être assuré ne modifie pas les comportements face aux risques (aléa moral), sinon l'assureur n'équilibre plus ses comptes.
Certains cas comme les cambriolages, vols de véhicules ou accidents de moto sont un peu particuliers, dans la mesure où la question n'y est plus de savoir si un événement se produira, mais simplement quand il se fera.

### Fonctionnement des organismes d'assurances

#### Les principes de gestion des risques
Pour perdurer, un organisme d'assurances doit pouvoir payer l'ensemble des sinistres que ses assurés subiront dans le futur, plus ou moins lointain, ainsi que ses propres coûts de gestion et de distribution. C'est l'équilibre entre sinistre et prime qui est indispensable dans la durée. Les sociétés d'assurance mutuelles, ne distribuant pas de dividendes, peuvent faire varier leurs tarifs au seul bénéfice de leurs cotisants.
Le montant total des sinistres étant par définition inconnu par avance, toutes les compagnies d'assurances visent à « mutualiser » les risques. Imaginons 100 personnes non assurées, ayant statistiquement une chance sur 100 de subir un dommage : une de ces personnes connaîtra vraisemblablement des déboires financiers difficiles à supporter. Par contre si ces 100 personnes se mutualisent et qu'elles apportent chacune une petite cotisation constituant une caisse commune, celles-ci seront nettement mieux protégées en cas de sinistre. Ce mécanisme vise à réduire la variabilité des pertes. Le montant des pertes probables : augmenté d'une marge de sécurité et des frais de gestion de la compagnie est versé sous forme de prime par les assurés.
Le chiffre d'affaires ainsi perçu n'étant pas immédiatement mobilisé pour l'indemnisation des assurés, il doit être placé, ce qui apporte une source de revenus supplémentaires provenant de la rentabilité de ces placements sous forme d'intérêts, de dividendes, de loyers ou de plus- ou moins-values de cession (sur actions, immobilier, obligations, etc.). Ces investissements sont proportionnellement plus importants par rapport au chiffre d'affaires dans les branches à déroulement long. C'est le cas, par exemple en responsabilité civile, puisque le sinistre, lorsqu'il survient, n'est indemnisé que plusieurs années après la perception de la prime en raison des délais judiciaires. Dans les branches à déroulement court, comme le remboursement de soins courants en branche santé par exemple, cette source de revenus complémentaire sera moins importante.
L'assureur doit être en mesure d'affronter une situation de sinistralité habituelle. Toutefois, on comprend aisément que si un risque se réalise simultanément pour un grand nombre d'assurés (intempéries, catastrophe naturelle, etc.), l'indemnisation que doit verser l'assureur peut venir réduire fortement ses perspectives de gains, voire excéder ses capacités financières. La technique générale de l'assurance consiste justement à éviter que l'assureur se trouve dans ce cas. L'assureur pourra en l'occurrence augmenter le montant des primes à venir afin de reconstituer le capital consacré aux indemnisations.
Afin de faire face aux sinistres exceptionnels, les assureurs peuvent assurer leurs propres risques auprès de compagnies spécialisées ; c'est la réassurance. Le recours à la réassurance est systématique dans les risques industriels, dont l'ampleur dépasse les capacités de la plupart des assureurs. Par exemple au milieu des années 1970, un automobiliste assuré de la MAIF provoqua involontairement le télescopage de deux trains, bloquant pendant plusieurs semaines le trafic entre Nancy et Paris (qui dut être détourné à grands frais par Troyes ou Sedan). Le plafond de réassurance de la MAIF fut atteint, et l'augmentation des cotisations annuelles fut à peine perceptible par les assurés du fait de cette même réassurance.
Il est significatif de constater que la Lloyd's, assureur du Titanic, honora ses engagements et que ces déboires importants ne menacèrent pas son existence, en raison notamment de la réassurance. Plus récemment, l'ensemble des coûts indemnisés à la suite de la destruction des tours du World Trade Center en septembre 2001 ont été de l'ordre de 100 milliards de dollars, une grande partie provenant des coûts d'assurance-vie des victimes.
En résumé, le modèle économique et financier de l'assurance est caractérisé par trois principes :
1. Inversion du cycle de production par rapport aux entreprises industrielles et commerciales : les compagnies commencent par encaisser leurs cotisations auprès de la mutualité des souscripteurs avant de fournir leurs prestations aux assurés sinistrés.
2. Prise de risques majeurs sur les passifs : en vue du règlement ultérieur des sinistres, les compagnies d'assurances constituent des provisions techniques, représentatives des risques transférés à leurs passifs.
3. Transformation négative : pour couvrir leurs provisions techniques, les compagnies investissent dans des placements qui sont principalement liquides et généralement peu risqués, ce qui est, dans une certaine mesure, imposé par la réglementation [réf. souhaitée]. C'est une situation inverse de celle des banques qui financent des prêts à plus ou moins long terme par des dépôts à vue. De ce fait, les compagnies d'assurances présentent un fonds de roulement comptable structurellement positif.

#### Les experts techniques
- L'actuaire étudie les risques statistiques pour établir les tarifications générales (primes d'assurance).
- Les fonctions financières (gestion actifs-passifs, trésorier, contrôleur de gestion) prennent une importance de plus en plus grande vu l'importance des capitaux (réserves techniques) dont il faut optimiser la gestion.
- L'expert en sinistres établit la réalité des dommages et les responsabilités, chiffre leur valeur et détermine les montants d'indemnisation à verser. Certaines compagnies ont leurs propres experts, on les appelle inspecteur. Ils peuvent dans certains cas régler financièrement le sinistre en faisant un chèque sur place :
  - En amont, certaines compagnies utilisent les compétences des ingénieurs préventionnistes spécialisés ayant pour rôle de mesurer certains risques dans leur propre contexte, et de proposer des améliorations au cas par cas ;
  - En aval, des entreprises (pour la plupart de main d'œuvre) emploient des préventeurs pour anticiper les accidents du travail, pour les éviter et/ou réduire les conséquences d'une survenue d'un risque.
- En marketing, le responsable d'action commerciale pilote la conception de tous les types de campagnes de conquête ou de fidélisation. Les assureurs ont toujours été très agressifs en acquisition et sont de gros consommateurs de fichiers d'adresses postales, d'adresses électroniques ou de téléphones. Récemment, ils se concentrent davantage sur la fidélisation.
- Les chefs de projets, en amont des actions commerciales, conduisent le développement d'équipements ou de systèmes visant à réduire les coûts ou à développer le portefeuille (gestion électronique des documents, évolution de la plateforme téléphonique et du canal internet, logiciels informatiques, création et gestion de bases de données).
- Les juristes sont chargés du suivi des contentieux, assurent la veille juridique (évolution de la réglementation, jurisprudence), et mettent à jour les documents contractuels (conditions générales, conditions particulières).
- L'expert d'assuré aussi couramment appelé contre-expert, assure la défense du client face à l'expert d'assurance en cas de sinistre. Il permet ainsi au client (particulier ou entreprise) de faire respecter ses droits et d'optimiser ses indemnités.

En France, le secteur de l'assurance représente environ 250 000 personnes dont 15 000 agents et 35 000 collaborateurs ; environ 30 000 salariés sont employés dans des cabinets de courtage, soit 15 % du personnel du secteur.

### Les différentes branches de l'assurance
L'article R321-1 du Code des Assurances a distingué et classifié 26 branches différentes dans l'assurance. Cette classification a fait l'objet d'une harmonisation entre les pays européens dès 1984, afin de faciliter les procédures d'agrément entre les sociétés d'assurance des États membres. Les 26 branches de l'assurance sont les suivantes :
| 1  | Accidents corporels                                 | 14 | Crédit                      |
| 2  | Maladie                                             | 15 | Caution                     |
| 3  | Corps de véhicules terrestres                       | 16 | Pertes pécuniaires diverses |
| 4  | Corps de véhicules ferroviaires                     | 17 | Protection juridique        |
| 5  | Corps de véhicules aériens                          | 18 | Assistance                  |
| 6  | Corps de véhicules maritimes, lacustres et fluviaux | 19 | Numéro non affecté          |
| 7  | Marchandises transportées                           | 20 | Vie et décès                |
| 8  | Incendie et éléments naturels                       | 21 | Nuptialité et natalité      |
| 9  | Autres dommages aux biens                           | 22 | Fonds d'investissement      |
| 10 | RC véhicules terrestres automoteurs                 | 23 | Opérations tontinières      |
| 11 | RC véhicules aériens                                | 24 | Capitalisation              |
| 12 | RC véhicules maritimes, lacustres et fluviaux       | 25 | Gestion de fonds collectifs |
| 13 | RC générale                                         | 26 | Retraite collective         |

### Les différents types d'assurance
Les assurances n'ont pas tous les mêmes fonctionnement. On peut opérer plusieurs distinctions :
- Assurances de personnes / assurances de biens et de responsabilité.
- Assurances individuelles / assurances collectives.
- Assurances obligatoires / assurances facultatives.
- Assurances indemnitaires / assurances forfaitaires.
- Assurances en répartition / assurances en capitalisation[52].

### Distribution en assurances
Elle distingue diverses professions propres à cette activité.
La distribution en assurances est largement régie par les articles L. 500, et suivants, du Code des assurances. La nouvelle Directive sur la distribution d'assurance, adoptée le 20 janvier 2016, a sensiblement fait évolué ce cadre juridique, en 2018.
- L'employé d'assurance assure le contact de la clientèle et les opérations commerciales (front office). Il occupe alors le poste de conseiller clientèle. Si l'employé d'assurance est chargé uniquement du traitement administratif (back office), il occupe un poste de gestionnaire-rédacteur. L'employé d'assurance est souvent polyvalent et réalise ces différents types d'opération. Certains sont spécialisés en rédacteurs de contrats, d'autres sont des rédacteurs sinistres chargés de l'instruction et du règlement des sinistres. Le salarié de l'organisme d'assurance commercialise directement les risques et les contrats de cet organisme.
- L'agent général d'assurance est le représentant ou mandataire d'une compagnie d'assurances qui place ses contrats auprès de la clientèle. À ce titre il engage la responsabilité de la compagnie au regard des articles 1382 à 1384 du code civil (droit commun de la responsabilité). Il exerce une profession libérale. Selon l'agéa, Fédération nationale des syndicats d'agents généraux, il y avait 12 876 agents généraux en France au 31 décembre 2008. Fin 2018, le nombre d'agents généraux en France est de 11 758[54].

En amont de l'assurance les agents généraux d'assurances analysent les risques de leurs clients, puis conseillent ces derniers sur les opportunités d'assurance, placent les risques auprès de leurs compagnies d'assurances, suivent la gestion des contrats au jour le jour, et assistent leurs clients en cas de sinistre de l'ouverture jusqu'à l'indemnisation ; Ils sont aussi encore appelés « assureurs conseils », mandatés par leurs clients pour les représenter face aux compagnies. C'est pourquoi ils sont responsables de leurs résultats auprès de leurs clients.
Les agents généraux d'assurances ont un statut particulier d'intermédiaire avec leur compagnie mandante, ils sont libéraux et chefs d'entreprises, statut qui régit leurs relations avec les sociétés d'assurance. La plupart du temps un agent général d'assurance pratique aussi le courtage auprès d'autres compagnies et selon un pourcentage déterminé.
- Le courtier en assurances possède le statut de commerçant et représente le client vis-à-vis des compagnies avec lesquelles il travaille. Il est chargé par des assurés de leur trouver les contrats les mieux adaptés ou au meilleur coût auprès des compagnies d'assurances ; un assuré a donc le choix de passer par un agent (mandataire de sa compagnie) ou par le biais d'un courtier (mandataire de l'assuré). Contrairement aux agents généraux d'assurance, les courtiers sont indépendants des compagnies d'assurance.

Il y a plus de 20 000 courtiers en assurances en France selon l'ORIAS. Ce sont des commerçants inscrits au registre du commerce, dont des agents qui ont la permission de leur compagnie d'avoir une activité annexe de courtage (qui est hors du contrôle de la compagnie). Ils sont nécessairement immatriculés au Registre des intermédiaires tenu par l'ORIAS. La réglementation les oblige à souscrire une garantie financière pour couvrir les fonds qui leur sont confiés. Ils doivent aussi être obligatoirement assurés en responsabilité civile professionnelle.
- Le comparateur de primes d'assurance grâce au développement d'internet, a apporté une approche nouvelle dans la commercialisation de contrats d'assurance. L'internaute peut mettre en concurrence en quelques clics diverses compagnies d'assurances sur la mutuelle santé, l'assurance automobile, l'assurance habitation, l'assurance emprunteur, le crédit, etc. Ces sites internet gérés souvent par des courtiers d'assurance disposent également d'offres et de propositions d'assurances négociées auprès des compagnies. En France, le plus gros comparateur d'assurance est d'ailleurs devenu le premier courtier d'assurance de particuliers.

### Finance et contrôle de gestion
L'activité financière de l'assurance repose sur la notion de couverture de risque par des placements et instruments financiers adaptés qu'offrent les divers marchés financiers, immobiliers ou autre. De ce fait, le concept d'assurance a subi d'importantes évolutions depuis les années 1990. Considéré comme un service d'intérêt public, il s'agit aussi d'entreprises contraintes d'intervenir et de devenir des acteurs majeurs et souvent transnationaux en matière d'investissement à plus ou moins long terme.
En 2011, les placements des assureurs français représentaient €1 713 milliards. Ils étaient investis à 54 % dans des actifs d'entreprises (sur ce total de 925 milliards €, 435 milliards étaient investis en France) et à 33 % en obligations d'état de l'OCDE.

### Assurance solidaire
Plusieurs personnes s'associent et contribuent, en apportant chacune une somme d'argent, un fonds de solidarité, que gérera une coopérative (association).
Ce fonds aidera le cotisant qui subit un des sinistres qu'ils auront mentionnés, au cas où aucun de ces sinistres ne sera produit, le fonds sera rendu aux cotisants.
La partie des cotisations qui n'a pas eu besoin d'être utilisée pour couvrir les sinistres des cotisants au cours de l'année n'est pas gardée par la coopérative : soit est rendue aux cotisants, soit est gardée et comptée comme un fonds de cotisations déjà versé pour une nouvelle année. Si le fonds n'est pas suffisant pour couvrir les dépenses liées aux dommages, ce sera aux cotisants soit d'apporter de nouvelles cotisations pour couvrir le surplus, soit d'accepter que la coopérative ne couvre pas tous les frais pour les cotisants.

## Formes du contrat d'assurance

### Souscription du contrat
Lors de la souscription du contrat, l'assureur et l'assuré conviennent :
- d'un événement ou d'une liste d'événements, repris dans la police d'assurance (de l'italien médiéval policia : liste), et garantis par l'assureur ;
- d'une prime payée par l'assuré à l'assureur.

Avant la souscription, le demandeur d'assurance, futur assuré, remplit un questionnaire visant à informer la compagnie d'assurances sur son risque. À partir de ce document, l'assureur peut effectuer le calcul de la prime d'assurance. Ce calcul statistique tient compte essentiellement de la probabilité de réalisation du risque et du coût des sinistres.
Le contrat d'assurance est un contrat dit de bonne foi. Cela signifie que l'assuré est supposé informer de façon exacte et complète l'assureur en réponse à ses questions, les fausses déclarations faites par l'assuré pouvant conduire à la nullité du contrat. Depuis la mise en application de la Directive sur la distribution d'assurance en octobre 2018, les assureurs ont obligation de justifier qu'ils ont effectué leur devoir de conseil selon les justes exigences et besoins du client. Les assureurs ont également obligation de fournir un document synthétisant les principales informations du contrat, le document d'information sur le produit d'assurance (DIPA).

### Survenance d'un événement assuré
Lors de la réalisation d'un des événements listés au contrat, l'assureur assiste l'assuré. Cette assistance est le plus souvent financière et prend alors la forme d'une indemnisation. Mais elle peut prendre d'autres formes, par exemple une assistance juridique ou un rapatriement pour une personne malade à l'étranger.
Par exemple, un armateur assure un bateau et reçoit une somme, fonction du montant souscrit et de la vétusté, si le navire est endommagé ou détruit. Une assurance-vie garantira le paiement d'une pension si l'assuré atteint un certain âge alors que l'assurance-décès produira ses effets dans le cas contraire, etc. Un automobiliste impliqué dans un accident pourra bénéficier de l'appui de sa compagnie d'assurances devant les tribunaux et éventuellement d'une somme pour régler les dommages dont il est responsable.

### Fin du contrat d'assurance
L'assuré et l'assureur peuvent dénoncer le contrat à chaque échéance. Les contrats d'assurance sont en général à tacite reconduction. En France, le code des assurances prévoit également une résiliation possible pour l'assureur après chaque sinistre. En cas de disparition du risque assuré, par exemple en cas de décès pour un contrat d'assurance sur une personne, le contrat prend naturellement fin. Les contrats d'assurance vie, les contrats de groupe et les autres opérations collectives sont expressément exclus du dispositif de renouvellement des contrats d'assurance.

### Police d'assurance
La police d'assurance est le document contractuel qui régit les relations entre la compagnie d'assurance et l'assuré. Ce contrat fixe en particulier :
- la liste des évènements garantis, avec les exclusions éventuelles ;
- la garantie, c'est-à-dire l'assistance apportée à l'assuré en cas de sinistre ;
- les obligations de l'assuré :
  - les mesures de prévention éventuelles afin de diminuer le risque,
  - les délais de déclaration à l'assureur en cas de sinistre,
  - le montant et les conditions de paiement de la prime,
  - les possibilités de résiliation de la police,
- les obligations de la compagnie d'assurances :
  - les délais de paiements de l'indemnisation.

Les polices d'assurance sont composées de conditions générales, communes à tous les assurés d'une même compagnie pour un risque ou un ensemble de risques donné et de conditions particulières, spécifiques à l'assuré. Elles peuvent pour la définition de risques spécifiques être complétées par une proposition.

## Réglementation

### Directives européennes
La directive Intermédiation en assurances, votée en 2002, est entrée dans le Code des assurances en 2005. Elle est remplacée par la Directive sur la distribution d'assurance, votée le 24 novembre 2015 et applicable depuis le 1er octobre 2018.
La directive Solvabilité II a redéfini les marges de solvabilité des sociétés d'assurances et de réassurance. Elle s'applique au 1er janvier 2016.
L'Autorité européenne des assurances et des pensions professionnelles est un organisme consultatif qui conseille le Parlement européen et la Commission européenne, jouant un rôle d'autorité européenne de surveillance du Système européen de supervision financière, en complément de l'Autorité bancaire européenne qui surveille les banques, de l'Autorité européenne des marchés financiers qui surveille le secteur des valeurs mobilières, et du Conseil européen du risque systémique qui doit éviter la survenue d'une crise comme celle de 2007.

### Réglementation française
L'assurance est une profession réglementée. Cette réglementation provient de la législation européenne.
Il s'agit de préserver les intérêts des assurés, ainsi que l'équilibre du secteur. Les organismes doivent répondre à de nombreuses contraintes, notamment en matière de marge de solvabilité ou de protection de la clientèle. Depuis 2010, une instance indépendante, l'ACPR (Autorité de Contrôle Prudentiel et de Résolution) née de la fusion entre l'ACAM (l'Autorité de Contrôle des Assurances et des Mutuelles) et le Contrôle Bancaire, est chargée de contrôler les sociétés d'assurance.
Les entreprises pratiquant des opérations d'assurance sont soumises, en fonction de leur statut juridique, aux dispositions du :
- Code des assurances pour les sociétés d'assurances
- Code de la mutualité pour les mutuelles
- Code de la sécurité sociale pour les institutions de prévoyance et de retraite,

ainsi qu'à celles du Code monétaire et financier, qui agrège les principales obligations des professionnels de la banque, de l'assurance et de la finance.
Une loi du 15 décembre 2005 oblige désormais les assureurs à prévenir la ou les personnes désignées au contrat d'Assurance-vie, lorsqu'elles ont connaissance du décès du souscripteur.
La Loi Lemoine est une législation importante en France, adoptée pour réformer et moderniser certains aspects du secteur bancaire et des assurances et a été promulguée le 28 février 2022.